# Powiat łuniniecki
Powiat łuniniecki – powiat utworzony 7 listopada 1920 r. pod Zarządem Terenów Przyfrontowych i Etapowych z części powiatów pińskiego (gminy: Łunin, Chotynicze, Dobrosławka, Pohost, Kożangródek, Płatnica, Stolin i Terebieżów), mozyrskiego (gminy: Czuczewicze, Łachwa, Chorsk, Dawidgródek i Berezów) i słuckiego (gminy: Kruchowicze i Zaostrowicze). 19 lutego 1921 r. wszedł w skład nowo utworzonego województwa poleskiego w II Rzeczypospolitej. Jego siedzibą było miasto Łuniniec. W skład powiatu wchodziło 15 gmin wiejskich, 3 miasta i 3 miasteczka. 1 stycznia 1923 r. wyłączono pięć gmin do nowo utworzonego powiatu stolińskiego.

## Skład etniczny
Według tezy Alfonsa Krysińskiego i Wiktora Ormickiego, terytorium powiatu wchodziło w skład tzw. zwartego obszaru białoruskiego, to znaczy Białorusini stanowili na nim narodowość dominującą.

## Podział administracyjny

### Gminy
- gmina Berezów (do 1922)[5]
- gmina Chorsk (do 1922)[5]
- gmina Chotynicze
- gmina Czuczewicze
- gmina Dobrosławka (do 1922)[6]
- gmina Kożangródek (do 1928)[7]
- gmina Kruhowicze
- gmina Lenin (do 1939)[8]
- gmina Łachwa
- gmina Łunin (do 1928)[7]
- gmina Łuniniec (od 1928)[7]
- gmina Płotnica (do 1922)[5]
- gmina Pohost Zahorodzki (do 1922) (lub gmina Pohost Zahorodny)[6]
- gmina Stolin (do 1922)[5]
- gmina Sosnkowicze (w 1939)[8]
- gmina Terebieżów (do 1922)[5]
- gmina Zaostrowiecze (do 1926)[9]

### Miasta
- Dawidgródek (do 1922)[10]
- Horodno (do 1922)[11]
- Kożangródek (do ?)
- Łachwa (do ?)
- Łuniniec
- Stolin (do 1922)[10]

## Starostowie
- Zygmunt Jagodziński - starosta powiatu łuninieckiego w latach 1926-1939
- Czesław Zbierański - starosta powiatu łuninieckiego